# Cera

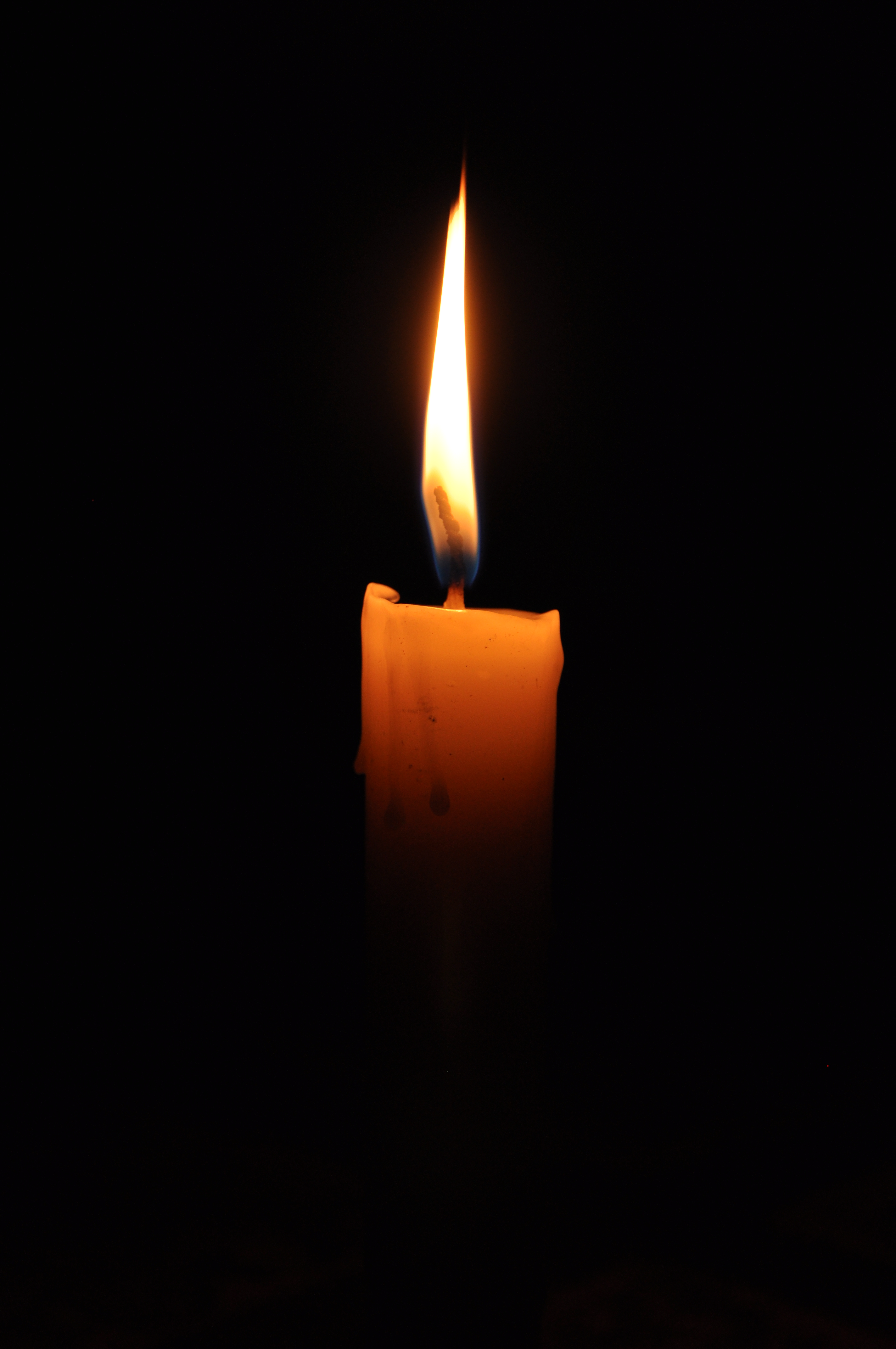
espelma de cera

Cera originàriament és la substància secretada per l'abella usada per a la construcció dels seus ruscs.
En química cera es refereix a una classe de compostos químics que físicament són plàstics mal·leables a temperatura ambient. Els seus punts de fusió estan per sobre dels 45 °C i foses donen un líquid de poca viscositat. Les ceres són insolubles en aigua però solubles en solvents basats en el petroli. Totes les ceres són compostos orgànics tant les ceres sintètiques com les que es troben a la natura.

Estructura química del cetil palmilat que és una cera.

Des del punt de vista químic, la cera d'abella és formada per molècules que s'obtenen per esterificació d'un àcid gras amb un alcohol monovalent lineal de cadena llarga de pes molecular elevat. Són palmitat de miricil, l'èster derivat de l'àcid palmític, i l'alcohol triacontanol o miricil.

## Tipus
Les ceres són compostos orgànics caracteritzats per llargues cadenes alquíliques. Les ceres naturals són típicament èsters d'àcids grassos i alcohols de cadena llarga. Les ceres sintètiques són hidrocarbonis de cadena llarga que no tenen grups funcionals.
Hi ha ceres d'origen animal (com la cera d'abella i altres) de composició variada que són més toves i fonen a temperatures més baixes que altres ceres.
Les ceres vegetals les produeixen especialment els climes càlids per a controlar hidratació i evaporació. Des del punt de vista comercial la més important de les vegetals és la cera de carnauba obtinguda de les fulles d'una palmera del Brasil.
Les ceres derivades del petroli tenen com a exemple la parafina que en lloc de ser un èster és una barreja d'alquens. De parafina se’n produeixen anualment milions de tones, es fan servir per a fer espelmes, adhesius, cosmètics, capes protectores i en alimentació (com els xiclets) 

## Usos
Les ceres naturals i sintètiques es fan servir en l'alimentació, cosmètics, fàrmacs, neteja domèstica, etc.
Actualment la majoria de les espelmes són de parafina degut que la cera d'abelles resulta molt cara.
Els usos de la cera d'abelles són molt variats a més de la construcció dels ruscs i les espelmes s'utilitzen en cosmètica i encerats de diverses substàncies sempre que el preu del producte justifiqui l'ús de la cera natural.
La cera d'abella és altament insoluble en medis aquosos i a temperatura ambient es presenta sòlida. La cera pura d'abelles no deixa cap residu quan es crema.

### Material escultòric
En parlar dels materials emprats pels escultors per fer les seves obres, es pensa tot seguit en la fusta, la pedra, el metall..., però més difícilment en la cera. En canvi, es tracta d'un material que ja ha estat utilitzat des d'antic en l'escultura. Matèria fàcil de modelar i tenyir, tant en el món romà com en el medieval s'utilitzà per a la realització de màscares relacionades amb els ritus funeraris i, també, per fer exvots de caràcter devocional.
Utilitzada, igualment, per portar a terme els models d'escultors i orfebres, és a partir del segle xvi que destacà com a
gènere específic en la realització de retrats, petites figures aïllades i escenificacions més o menys complexes. Certament,
es coneix l'existència d'aquestes obres més per referències escrites que per peces conservades, a causa, sobretot, de
la fragilitat de la mateixa matèria.
La historiografia assenyala Itàlia com el lloc on va agafar més volada el denominat “art de la cera”, sent Florència on els
“ceratoli” –artistes especialitzats en aquesta matèria– van practicar aquest art amb gran mestratge. Altres ciutats com
Venècia, Gènova o Nàpols també en van ser centres de producció importants.
La pràctica d'aquest art arriba a Espanya a l'inici del segle xvii, a través d'artistes espanyols formats en els centres italians, com en el cas de Juan de Revenga (Saragossa, vers 1614 – Madrid, 1684). Altres artistes, com el reputat Eugenio de Torices (Madrid, vers 1625 – Madrid, 1709), sembla que es va formar a la Península. Aquest material s'aplicà, principalment, en la realització de figures aïllades i escenes religioses i/o profanes col·locades dintre de vitrines o amb vidre frontal. Aquestes obres, normalment de mida petita, foren destinades a convents, a gabinets o a cambres de cases
de famílies nobles i/o benestants.
Petits quadres de cera també es van incorporar als mobles, i s'aplicaren principalment a la decoració del frontal de calaixos d'arquetes. Les primeres notícies documentals que es tenen d'obres fetes de cera a Espanya fan referència a petites figures del Nen Jesús. Se sap que el famós Nen de Praga –que rep culte a les Carmelites de Praga des del 1628– fou portat d'Espanya fins a Txèquia per Maria Maximiliana Manrique de Lara. També s'esmenta en l'inventari del Palau Reial de Madrid del 1685, “una caja de un Niño de zera [sic] y vitrina delante”. Al testament de l'escriptor i dramaturg Calderón de la Barca, del 1681, també s'esmenten dos nens de cera entre les seves pertinences. De la col·lecció d'escultura del Museu Frederic Marès, destaca una delicada escultura de cera d'un Nen Jesús adormit.